# 森永公紀
森永 公紀（もりなが こうき、1954年（昭和29年）7月25日 - ）は、日本放送協会記者。NHKで報道局長、専務理事技師長、NHK出版代表取締役社長を歴任。

## 経歴
1954年（昭和29年）生まれ。1973年（昭和48年）修道高等学校を卒業。1980年（昭和55年）早稲田大学大学院政治学研究科を修了、日本放送協会 (NHK) 入局。記者時代は、甲府、神戸各放送局記者、ニューヨーク特派員、経済部記者を務める。
経済部記者として、金融・通信･エレクトロニクス・自動車業界等を担当。みずほフィナンシャルグループや三井住友銀行等多くの金融再編、合併報道を手がけた。その後、報道局記者主幹、関連事業局長、報道局長を歴任。
2006年（平成18年）経済部長、2008年（平成20年）報道局業務主幹、2010年（平成22年）関連事業局長、2011年（平成23年）報道局長、2013年（平成25年）理事放送総局副総局長、2016年（平成28年）専務理事技師長 技術統括/情報システム・セキュリティ統括。に就任。2017年（平成29年）6月、NHK出版代表取締役社長。2021年（令和3年）6月退任、JCU取締役。

## その他
- 約1万人の社員の3割が技術系とされるNHKの技師長に経済記者出身の森永が起用されたことに関してマスコミが大きく反応し、再任を睨んだ籾井勝人前会長の布陣とも、NHKアイテックで起きた巨額横領事件との関係とも言及報道されたが[7]、NHKは昔ながらに採用時に文系・技術系を分けるだけで、近年の民間製造業のように、社内試験などを課して取得を促す技術マネジメント職位としての技師資格がないだけではという見方もある。
- NHKのどーもくんが出る『どーも、NHK』『NHKとっておきサンデー』などに自ら出演する[8]。

## 著作
- 『極秘指令「X社を買収せよ」』（日本放送出版協会、1990年）
- 『新日鉄ＶSミタル』（ダイヤモンド社、2007年）